# Parco nazionale degli Altipiani di Cape Breton
Il parco nazionale degli Altipiani di Cape Breton (in inglese: Cape Breton Highlands National Park) è un parco nazionale situato in Nuova Scozia, in Canada.